# Elecciones internas de Uruguay de 1999
Las elecciones internas de Uruguay de 1999 fueron una instancia electoral llevada a cabo el domingo 25 de abril de ese año, inaugurando así el novel sistema consagrado por la reforma constitucional de 1997. Tuvieron el propósito de que los diversos partidos políticos definieran sus respectivos candidatos únicos para las elecciones presidenciales de octubre de 1999. Asimismo en esta instancia se eligió la integración del "Órgano deliberativo nacional" y los distintos "Órganos deliberativos departamentales" de los diferentes partidos, los cuales tuvieron la finalidad respectiva de elegir el candidato a vicepresidente de los distintos partidos, y los candidatos a intendentes para las elecciones municipales de 2000.

## Precandidaturas
Cada partido presentó sus precandidatos:

### Partido Colorado
Como el presidente Julio María Sanguinetti no podía presentarse a la reelección presidencial inmediata, el partido gobernante se vio enfrentado a un proceso de definición de candidaturas. Y, si bien ya comenzaba a tener vigencia el nuevo sistema de elecciones internas, para el Foro Batllista (sector del presidente), las cosas no fueron sencillas; realizaron sus propios comicios internos sectoriales mucho antes de mayo de 1999, para definir su precandidato. En tanto, el siempre desafiante Jorge Batlle salió airoso en todo el proceso. Inicialmente Pablo Millor iba a ser precandidato por "Cruzada 94", pero desistió y apoyó al candidato del Foro Batllista. En el aire flotaba el "fantasma" de las elecciones internas del Batllismo de 1989.
| Precandidatos     | Sectores que impulsaron su precandidatura                                              | Votos  |
| ----------------- | -------------------------------------------------------------------------------------- | ------ |
| Jorge Batlle      | - Lista 15 - Unión Colorada y Batllista - Alianza Batllista - Antesala XXI             | 265714 |
| Luis Hierro López | - Foro Batllista - Cruzada 94 - Lista 99                                               | 211652 |
| Víctor Vaillant   | - Fuerza Batllista - Podemos - Alianza Apertura Batllista - Compromiso Ético Batllista | 2180   |
| Federico Bouza    | - Nueva Opción - B.I.D.A.                                                              | 1796   |
| César Cabrera     | - Emprendimiento                                                                       | 746    |

### Partido Nacional
Tal vez el partido que estaba peor preparado para encarar esta instancia de definiciones electorales. Se planteó una durísima lucha entre adversarios que prácticamente se trataron como enemigos. 
| Precandidatos        | Sectores que impulsaron su precandidatura                            | Votos  |
| -------------------- | -------------------------------------------------------------------- | ------ |
| Luis Alberto Lacalle | - Herrerismo - Por la Patria - Acción Comunitaria                    | 182372 |
| Juan Andrés Ramírez  | - Desafío Nacional - Nueva Fuerza Nacional (futura Alianza Nacional) | 121808 |
| Alberto Volonté      | - Manos a la Obra                                                    | 41086  |
| Álvaro Ramos         | - Propuesta Nacional                                                 | 30107  |
| Alem García          | - Todo por el pueblo                                                 | 2657   |

### Encuentro Progresista-Frente Amplio
El exintendente de Montevideo Tabaré Vázquez comenzó la campaña como claro favorito, sin perjuicio de que el senador Danilo Astori también marcó su cuño de votantes fieles.
| Precandidatos  | Sectores que impulsaron su precandidatura | Votos  |
| -------------- | --- | ------ |
| Tabaré Vázquez | - Vertiente Artiguista - Partido Socialista - Democracia Avanzada - Partido Obrero Revolucionario - Gente en Obra - Izquierda Abierta - Unión Frenteamplista - Movimiento de Participación Popular - Alianza Progresista - Corriente de Izquierda | 324723 |
| Danilo Astori  | - Asamblea Uruguay - Agrupación 5 de febrero de 1971 | 69402  |

### Nuevo Espacio
| Precandidatos    | Sectores que impulsaron su precandidatura | Votos |
| ---------------- | ----------------------------------------- | ----- |
| Rafael Michelini | Lista 99000                               | 16237 |

### Unión Cívica
| Precandidatos | Sectores que impulsaron su precandidatura                                                                                       | Votos |
| ------------- | --- | ----- |
| Luis Pieri    | - Movimiento Juan V Chiarino - Lista 80 - Somos Gente Como Usted - Movimiento Acuerdo Federal - Movimiento Verde Eto-Ecologista | 986   |
| Aldo Lamorte  | Alianza Social Cristiana | 312   |

### Partido de los Trabajadores
| Precandidatos    | Sectores que impulsaron su precandidatura | Votos |
| ---------------- | ----------------------------------------- | ----- |
| Rafael Fernández | Lista 1917                                | 241   |

### Partido de la Buena Voluntad
| Precandidatos    | Sectores que impulsaron su precandidatura | Votos |
| ---------------- | ----------------------------------------- | ----- |
| Belarmino Pintos | Ideología de la Nueva Era -Lista 709      | 138   |

### Partidos políticos no habilitados
Otras tres agrupaciones intentaron comparecer como lemas independientes durante el proceso electoral 1999-2000, pero no cumplieron con los requisitos planteados por la Corte Electoral y optaron por aliarse a la Unión Cívica y sufragar como agrupaciones dentro de ésta:
Partido de los Comunes
Partido  Acuerdo Federal
Partido Verde Eto-Ecologista

## Resultados
Votos por lema:
| Partido Colorado             | 482.088 |
| EP - FA                      | 394.125 |
| Partido Nacional             | 378.030 |
| Nuevo Espacio                | 16.237  |
| Unión Cívica                 | 1.298   |
| Partido de los Trabajadores  | 241     |
| Partido de la Buena Voluntad | 138     |

## Consecuencias
Tal como lo habían advertido Óscar Bottinelli y otros politólogos, este novel sistema encontró a los partidos en condiciones muy dispares. El Partido Colorado absorbió bien el efecto de esta elección interna: los dos contrincantes principales formaron una fórmula presidencial conjunta, dando imagen de unidad; en cambio el Partido Nacional estaba demasiado dividido, y el sector del derrotado Ramírez jugó como duro opositor a su propio candidato presidencial Lacalle. Esto se reflejó claramente en los resultados de las elecciones de octubre.
A nivel departamental, esta elección también tuvo sus consecuencias. Numerosos postulantes a Intendente vieron sus chances frustradas, pues sus listas obtuvieron escaso respaldo a nivel de votación. Esto se vio reflejado en las candidaturas para las elecciones municipales.